# Wohlfest
Wohlfest ist ein Ortsteil der Gemeinde Fensterbach im Landkreis Schwandorf des Regierungsbezirks Oberpfalz im Freistaat Bayern.

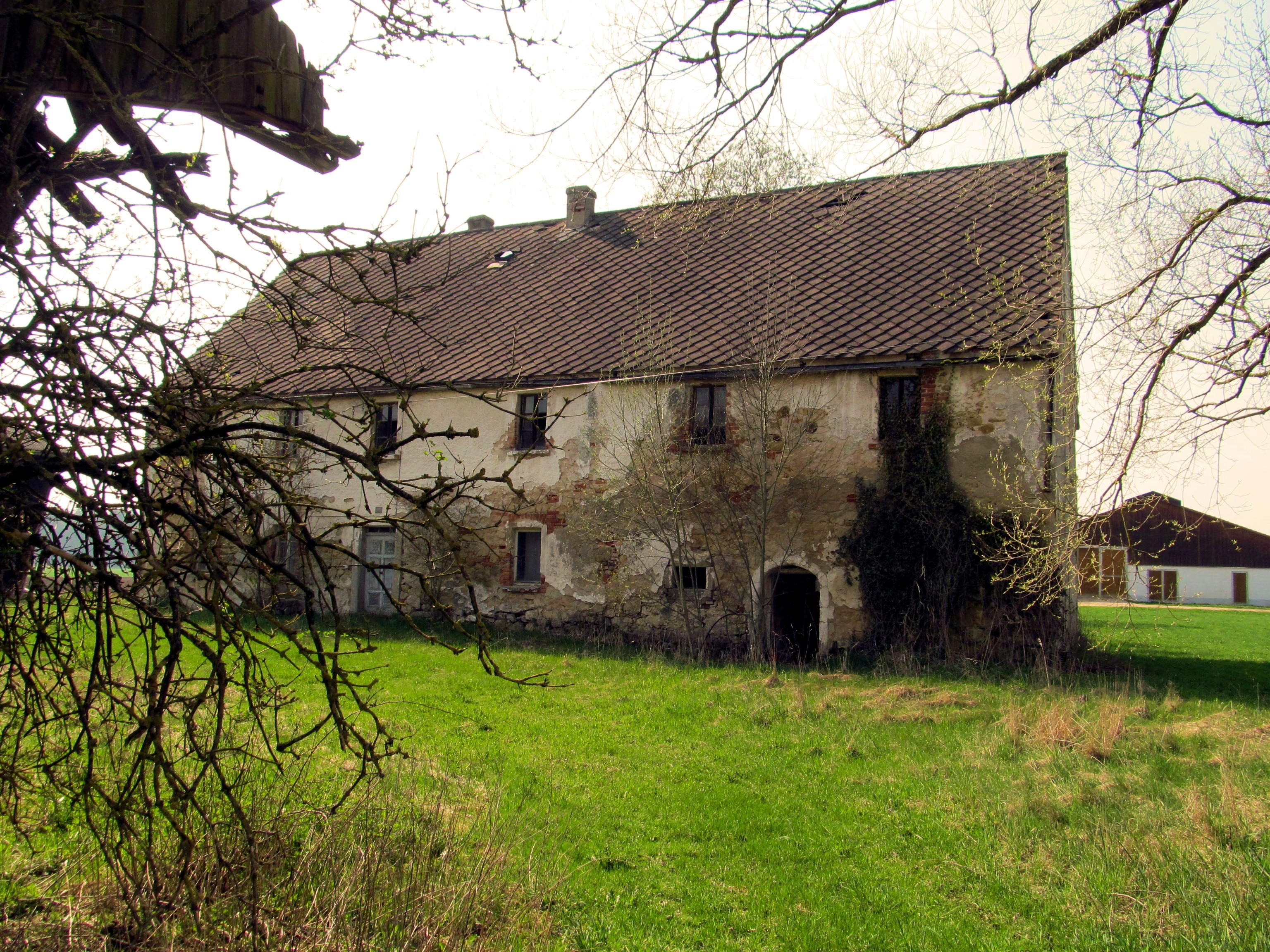
Wohlfest, denkmalgeschütztes Bauernhaus aus dem 18. Jahrhundert, Denkmalnummer: D-3-76-125-14

## Geografie
Wohlfest liegt 1,3 Kilometer südlich der Staatsstraße 2151, 6,3 Kilometer südöstlich der Bundesautobahn 6, 4,8 Kilometer westlich der Bundesautobahn 93 und 4 Kilometer südöstlich von Wolfring, dem Sitz der Gemeinde Fensterbach. Am Südrand der Ortschaft fließt der Fensterbach in Richtung Südosten der Naab zu.

## Geschichte

### 14. bis 18. Jahrhundert
Wohlfest (auch: Wolffsvest, Wolffest, Wolfest) wurde 1315 erstmals schriftlich erwähnt als König Ludwig Güter in Wohlfest an Jordan von Murach zu rechtem Erblehen verlieh.
Vom 12. bis zum 16. Jahrhundert hatte das Kloster Ensdorf Güter am Fensterbach und in seiner Umgebung. Auch in Wohlfest sind Güter des Klosters Endorf nachweisbar. Im Zehntregister des Klosters aus dem Jahr 1336 wurde Wohlfest mit 4 Höfen und 2 Sölden aufgeführt, die nach Ensdorf zehentpflichtig waren.
Wohlfest war im Zins-, Steuer- und Giltbuch des Amtes Nabburg aus dem Jahr 1444 verzeichnet. Im Salbuch von 1473 wurde Wohlfest mit einer Steuer von 3 Schilling und 3 Achtel Hafer aufgeführt. Im Salbuch von 1513 war Wohlfest mit einem jährlichen Jägergeld von 2 Höfen, 2 Halbhöfen, 1 Lehen und mit einem Naturalzins an Hafer verzeichnet. Im Amtsverzeichnis von 1596 erschien Wohlfest mit 2 ganzen Höfen und 2 Gütern. Im Türkensteueranlagsbuch von 1606 waren für Wohlfest 2 ganze Höfe, 2 Halbhöfe, 6 Pferde, 10 Ochsen, 16 Kühe, 11 Rinder, 2 Stiere, 6 Schweine, 4 Frischlinge, 25 Schafe und eine Steuer von 14 Gulden und 7 Kreuzer eingetragen.
1477 wurden Albrecht Murher zu Guteneck zwei Höfe zu Wohlfest zu rechtem Mannlehen verliehen. Albrecht von Murach wurde 1524 mit zwei Höfen in Wohlfest belehnt.
Während des Dreißigjährigen Krieges erlebte die Region einen Bevölkerungsrückgang. 1500 hatte Wohlfest 5 Untertanen, 1523, 1583, 1631 und 1712 waren es 4 Untertanen. Die Kriegsaufwendungen von Wohlfest betrugen 463 Gulden.
Laut Steuerbuch von 1630 gehörte in Wohlfest zur frei-eigenen Hofmark Guteneck 2 Höfe, 4 Pferde, 4 Ochsen, 5 Kühe, 8 Rinder, 2 Kälber, 2 Schweine, 2 Frischlinge und eine Steuer von 7 Gulden, 25 Kreuzer.
Im Herdstättenbuch von 1721 erschien Wohlfest mit 4 Anwesen, 5 Häusern und 5 Feuerstätten; zusätzlich zu Guteneck 2 Anwesen, 2 Häuser und 2 Feuerstätten. Im Herdstättenbuch von 1762 erschien Wohlfest mit 4 Herdstätten, 2 Inwohner und 1 Herdstätte im Hirtenhaus, 1 Inwohner; zusätzlich zu Guteneck 2 Herdstätten, 1 Inwohner. 1792 hatte Wohlfest 4 hausgesessene Amtsuntertanen.

### 19. und 20. Jahrhundert
1808 gab es in Wohlfest 4 Anwesen und ein Hirtenhaus; zusätzlich zu Guteneck 2 Anwesen. 2 Hintersassen in Wohlfest gehörten zum Patrimonialgericht Guteneck.
1808 begann in Folge des Organischen Ediktes des Innenministers Maximilian von Montgelas in Bayern die Bildung von Gemeinden. Dabei wurde das Landgericht Nabburg zunächst in landgerichtische Obmannschaften geteilt. Dabei kam Wohlfest zur Obmannschaft Frotzersricht. Zur Obmannschaft Frotzersricht gehörten: Frotzersricht, Deiselkühn, Irrenlohe, Wohlfest, Kögl und Weiherhaus.
Dann wurden 1811 in Bayern Steuerdistrikte gebildet. Dabei kam Wohlfest zum Steuerdistrikt Deiselkühn. Der Steuerdistrikt Deiselkühn bestand aus den Dörfern Deiselkühn, Irrenlohe und Wohlfest. Er hatte 29 Häuser, 210 Seelen, 200 Morgen Äcker, 60 Morgen Wiesen, 10 Morgen Holz, 5 Weiher, 26 Morgen öde Gründe und Wege, 8 Pferde, 60 Ochsen, 62 Kühe, 100 Rinder, 100 Schafe und 47 Schweine.
Schließlich wurde 1818 mit dem Zweiten Gemeindeedikt die übertriebene Zentralisierung weitgehend rückgängig gemacht und es wurden relativ selbstständige Landgemeinden mit eigenem Vermögen gebildet, über das sie frei verfügen konnten. Hierbei kam Wohlfest zur Ruralgemeinde Frotzersricht. Die Gemeinde Frotzersricht bestand aus den Ortschaften Frotzersricht mit 10 Familien, Kögl mit 6 Familien, Weiherhaus mit 1 Familie, Deiselkühn mit 14 Familien, Irrenlohe mit 12 Familien und Wohlfest mit 7 Familien.
1972 wurde die Gemeinde Frotzersricht aufgelöst. Wohlfest kam zur Gemeinde Fensterbach. Die anderen Gemeindeteile kamen zu Schwarzenfeld.
Wohlfest gehört zur Pfarrei Wolfring, die 1969 mit Dürnsricht zur Pfarrei Dürnsricht-Wolfring zusammengelegt wurde. 1997 hatte Wohlfest 38 Katholiken.

## Einwohnerentwicklung ab 1819
| Jahr | Einwohner  | Gebäude |
| ---- | ---------- | ------- |
| 1819 | 7 Familien | k. A.   |
| 1828 | 62         | 7       |
| 1838 | 60         | 7       |
| 1864 | 71         | 36      |
| 1875 | 63         | 60      |
| 1885 | 65         | 8       |
| 1900 | 57         | 8       |
| 1913 | 57         | 8       |

| Jahr | Einwohner | Gebäude |
| ---- | --------- | ------- |
| 1925 | 66        | 8       |
| 1950 | 68        | 10      |
| 1961 | 59        | 10      |
| 1964 | 50        | 10      |
| 1970 | 50        | k. A.   |
| 1987 | 40        | 10      |
| 2011 | 41        | k. A.   |
| 2018 | 43        | k. A.   |

## Sehenswürdigkeiten
In Wohlfest, Flurstraße 3, steht ein denkmalgeschütztes Bauernhaus aus dem 18. Jahrhundert mit der Denkmalnummer D-3-76-125-14. Es handelt sich um einen zweigeschossigen und teils verputzten Satteldachbau aus Bruchstein- und Ziegelmauerwerk mit rundbogigem Steingewände.